# بیلی لین
بیلی لین (انگلیسی: Billy Lynn; ۲۰ ژانویهٔ ۱۹۴۷ – ژوئیه ۲۰۱۴ (۶۷ ساله)) بازیکن فوتبال اهل بریتانیا بود.
از باشگاه‌هایی که در آن بازی کرده‌است می‌توان به باشگاه فوتبال هادرزفیلد تاون و باشگاه فوتبال روترهام یونایتد اشاره کرد.